# フライング・ブリトー・ブラザーズ
- フライング・ブリトウ・ブラザーズ
- フライング・バリット・ブラザーズ
- フライング・ブリット・ブラザース

フライング・ブリトー・ブラザーズ（The Flying Burrito Brothers）は、アメリカ合衆国出身のロックバンド。カントリー・ロック・バンドのパイオニアとして、カントリー・ロックの土台を築いた彼等の音楽は、ポコやイーグルスなどロサンゼルス出身の後続バンドに大いに影響を与えた。

## 概要
1968年、バーズを脱退したグラム・パーソンズとクリス・ヒルマンを中心に結成された。「カントリーとロックの融合」を試み、デビュー・アルバム『黄金の城』や2作目『ブリトウ・デラックス』などを発表。ビッグ・セールスには程遠かったものの、カントリー・ロック史に残る作品を残す。『ブリトウ・デラックス』発表後にパーソンズが脱退し、ヒルマンと新メンバーのリック・ロバーツを中心に活動を続けるが、1971年にヒルマンが脱退。
1974年にスニーキー・ピートとクリス・エスリッジを中心として新メンバーで再結成、元バーズのスキップ・バッティンやジーン・パーソンズなどが参加、その後もメンバー・チェンジを繰り返し、2000年まで活動して「ブリトー・デラックス」に改名。
2010年より再度「ザ・ブリトー・ブラザーズ」と名前を変更して活動中。このバンドにはオリジナル・メンバーは在籍していない。

## メンバー

### オリジナル・メンバー
- グラム・パーソンズ - リード・ボーカル、リズム・ギター、ピアノ、キーボード (1968年-1970年)
- クリス・ヒルマン - リード・ボーカル、ベース、リズム・ギター (1968年-1971年)
- クリス・エスリッジ - ベース (1968年-1969年、1974年-1976年、1993年)
- スニーキー・ピート・クライノー（英語版） - ペダル・スティール・ギター (1968年-1971年、1973年、1974年-1981年、1984年-1997年)
- ジョン・コーネル - ドラム (1968年-1969年)

### 旧メンバー
- リック・ロバーツ - リズム・ギター、リード・ボーカル (1970年-1973年)
- アル・パーキンズ - ギター、ペダル・スティール・ギター (1971年)
- バーニー・レドン - リード・ギター、ボーカル (1969年-1971年) ※後にイーグルスに参加
- マイケル・クラーク - ドラム (1969年-1971年)
- ロジャー・ブッシュ - ベース (1969年-1971年)
- ケニー・ワーツ - ギター、バンジョー、ボーカル (1971年-1973年)
- バイロン・バーライン - フィドル (1971年-1973年)
- アラン・マンデ - バンジョー (1972年-1973年)
- ドン・ベック - ペダル・スティール・ギター、マンドリン (1973年)
- エリック・ダルトン - ドラム (1972年-1973年)
- ジョエル・スコット・ヒル - ギター、ボーカル (1974年-1977年)
- ギブ・ギルボー - ギター、フィドル、ボーカル (1974年-1984年、1986年-1997年)
- ジーン・パーソンズ - ドラム、ボーカル、ギター（1974年-1976年、1978年、1979年）
- スキップ・バッティン - ベース、ボーカル（1976年、1978年-1980年、1984年-1986年）
- シャッド・マックスウェル - ベース、ボーカル（1976年-1977年、1989年）
- エド・ポンダー - ドラム（1976年、1978年）
- ミッキー・マッギー - ドラム、ボーカル（1976年-1978年、1979年-1980年）
- ボビー・コクラン - ギター、ボーカル（1977年）
- ロブ・スタンランド - ギター、ボーカル（1978年）
- グレッグ・ハリス - ギター、バンジョー、フィドル、ボーカル（1978年-1979年、1984年-1986年、1994年）
- ジョン・ベランド - ギター、ボーカル（1979年-1984年、1986年-1987年、1989年-2000年）
- ジム・グッドール - ドラム（1984年-1989年、1994年）
- デヴィッド・ヴォート - ベース (1986年-1987年、1994年)
- ラリー・パットン - ベース、ボーカル（1989年-1990年、1996年-2000年）
- リック・ロノウ - ドラム (1989年-1990年、1990年-1994年)
- ジョージ・グランサム - ドラム (1990年)
- ゲイリー・クーバル - ドラム (1990年、1994年-2000年)
- ブライアン・キャド - キーボード、ボーカル (1991年-1996年)
- ラリー・ガドラー - ベース (1993年-1994年)
- ウェイン・ブリッジ - ペダル・スティール・ギター (1997年-2000年)

### ブリトー・デラックス
- カールトン・ムーディ - ギター、ボーカル (2002年-2009年)
- スニーキー・ピート・クライノー - ペダル・スティール・ギター (2002年-2005年)
- ボビー・コクラン - ギター、ボーカル (2002年-2004年)
- ウィリー・ワトソン - ギター、ボーカル (2002年)
- トミー・スパーロック - ベース、ボーカル (2002年)
- ジェフ・"スティック"・デイヴィス - ベース (2002年-2006年)
- リック・ロノウ - ドラム (2002年-2005年、2009年)
- ガース・ハドソン - キーボード (2002年-2005年)
- リチャード・ベル - キーボード (2005年-2006年)
- ブライアン・オウニングス - ドラム (2005年-2007年)
- スペ・グランダ - ベース (2006年-2009年)
- ウォルター・イーガン - ギター、ボーカル (2006年-2009年)

### ザ・ブリトー・ブラザーズ

#### 現在のメンバー
- クリス・ジェームズ - キーボード、ボーカル (2010年- )
- トニー・パオレッタ - ペダル・スティール・ギター（2013年- ）
- ピーター・ヤング - ドラム（2015年-2016年、2019年- ）

#### 旧メンバー
- フレッド・ジェームズ - ギター、ボーカル、ペダル・スティール・ギター（2010年-2017年）
- ウォルター・イーガン - ギター、ボーカル（2010年-2012年）
- ボブ・ハッター - ギター、ボーカル（2017年-2021年）
- ラスティ・ラッセル - ベース（2012年-2015年）
- ジョディ・マフィス - ベース、ボーカル（2015年-2017年）
- リック・ロノー - ドラム（2010年-2015年）
- ジョン・スターディヴァント・ジュニア - ドラム (2016年-2018年)

## ディスコグラフィ

### スタジオ・アルバム
- 『黄金の城』 - The Gilded Palace of Sin (1969年、A&M)
- 『ブリトウ・デラックス』 - Burrito Deluxe (1970年、A&M)
- 『フライング・ブリトウ・ブラザーズ』 - The Flying Burrito Bros (1971年、A&M)
- 『フライング・アゲイン』 - Flying Again (1975年、Columbia)
- 『エアボーン』 - Airborne (1976年、Columbia)
- 『大いなる大地』 - Sierra (1977年、Mercury) ※シェラ (Sierra)名義
- Hearts on the Line (1981年、Curb) ※Burrito Brothers名義
- Sunset Sundown (1982年、Curb) ※Burrito Brothers名義
- 『アイ・オブ・ア・ハリケーン』 - Eye of a Hurricane (1994年、Relix)
- California Jukebox (1997年、Icehouse)
- Sons of the Golden West (1999年、Arista)
- Georgia Peach (2002年、Lamon) ※Burrito Deluxe名義
- The Whole Enchilada (2004年、Corazong) ※Burrito Deluxe名義
- Disciples of the Truth (2007年、Luna Chica) ※Burrito Deluxe名義
- Sound as Ever (2011年、Yellow Label) ※The Burritos名義
- Still Going Strong (2018年、Junction) ※The Burrito Brothers名義
- The Notorious Burrito Brothers (2020年、MVD Entertainment Group) ※The Burrito Brothers名義